# Jack Robinson
Jack Robinson (Warrington, 1 de Setembro de 1993) é um futebolista inglês que joga pelo Sheffield United como lateral-esquerdo.
Jack Robinson é o mais jovem jogador do Liverpool na história, estreando contra o Hull City no último jogo de 2009-10 com 16 anos e 250 dias. Robinson quebrou o recorde estabelecido por Max Thompson, que fez sua estréia com a idade de 17 anos e 129 dias em 1974.

## Títulos
Liverpool
- Copa da Liga Inglesa: 2011-12